# 浜松市産業展示館
浜松市総合産業展示館（はままつしそうごうさんぎょうてんじかん）は、浜松市中央区にある浜松市が設置している文化施設および展示場。

## 概要
1971年（昭和46年）に浜松市制60周年を記念し、地域産業振興を図る目的で展示場が建設された。展示会、見本市の開催により流通業務の拠点として広く利用されている。県および国の支出金見直しや、指定管理者制度導入かつ運用の効率化を目的に、静岡県西部地域地場産業振興センターが浜松市に無償譲渡されたため、2009年（平成21年）7月に統合した上で「北館」としてオープン。音楽のまち浜松を推進するため、コンサートやコンクールや演劇などに利用されている。

## 施設・座席数

### 北館
- 第一ホール（約350席）
- 第二ホール（約80席）
- 会議室1号-8号
- 常設展示場

### 南館
鉄筋コンクリート(一部鉄骨)造・2階建
- 展示場1号（1,920.78㎡）
- 展示場2号（888.00㎡）
- 展示場3号（888.00㎡）

### 利用者数
- 2009年度（平成21年度） - 北館 45,593人（1,144件）、南館 236,193人（119件）
- 2010年度（平成22年度） - 北館 71,778人（1,987件）、南館 323,670人（145件）
- 2011年度（平成23年度） - 北館 66,821人（1,858件）、南館 234,430人（135件）[2]

## 沿革
- 1971年（昭和46年）11月2日 - 南館が開館。
- 2009年（平成21年）7月1日 - 北館がリニュアルオープン（旧・地場産業振興センター）
- 2011年（平成23年）1月 - 北館1階に浜松市立図書館流通元町図書館を開設。

## アクセス
- JR浜松駅より遠鉄バス78蒲線「産業展示館行」で25分。
- 東名高速道路浜松インターより5分以内。
- 駐車場400台（無料）。